# 黃腿山蛙
黄腿山蛙（学名：Rana muscosa）是极危物种已列入美国联邦濒危物种（the federal Endangered Species List）和世界自然保护联盟濒危物种红色名录。科学专家曾估计，目前在野外只剩下了122只黄腿山蛙。
2009年6月10日美国地质局的一组人员看到了黄腿山蛙。他们当时正在洛杉矶以南的一处地区搜寻。这处地段以前曾经有大量的黄腿山蛙，但是50年来一直没有人再见到过它们的踪影。两个星期过后，圣迭哥自然历史博物馆的一组人员在四公里以外的地方又看到了另一只黄腿山蛙。这种珍稀的青蛙一般不会四处活动，因此，科研人员相信，这意味着在新近看到的两只青蛙之间的小溪地带，可能生活着大批的这种青蛙。